# Colonia Alemana (Entre Ríos)
Colonia Alemana o Colonia Alemana de Mandisoví es una localidad y centro rural de población con junta de gobierno de 3ª categoría del distrito Mandisoví del departamento Federación en la provincia de Entre Ríos, República Argentina. Se halla a 3,5 km de la ruta nacional 14, en el lado sur del brazo Mandisoví Grande del embalse de Salto Grande. 
La población de la localidad, es decir sin considerar el área rural, era de 92 en 2001 y no fue considerada localidad en el censo de 1991. La población de la jurisdicción de la junta de gobierno era de 404 habitantes en 2001.
En el lugar existe una procesadora de miel y productos regionales, y empacadora de cítricos. Cuenta con una escuela rural de frontera inaugurada en 1910.
La junta de gobierno fue creada por decreto 3768/1986 MGJE del 25 de agosto de 1986 y sus límites jurisdiccionales fueron establecidos por decreto 3127/1987 MGJE del 17 de junio de 1987.

## Historia
Colonia Alemana de Mandisoví fue fundada el 20 de noviembre de 1883 por el suizo Miguel Rohrer. El éxito alcanzado movió a nuevas familias de colonos alemanes, suizos y de otras procedencias a partir de 1885. En el año de fundación se crea la escuela primaria subvencionada por los colonos, siendo el primer maestro Federico Scheiver, seguido por Francisco Erben, en 1888 se donan 12 hectáreas para la construcción de una nueva escuela, cementerio y capilla. La vida religiosa se practicaba en la casa del fundador Miguel Rohrer, quien fallece a los 51 años, debiendo continuar su obra su hijo Rodolfo que se encontraba cursando estudios en Suiza.
En 1897 se edificó la capilla evangélica metodista, 1892 se le asigna un terreno para el cementerio. En 1902 se crea la Biblioteca Domingo Faustino Sarmiento en el edificio de la estancia San Miguel donde funcionó por muchos años y llegó a tener un registro de préstamos de 4000 ejemplares anuales.
En 1906 Augusto Wolfert, instaló un molino de maíz con un sistema de rodamientos de malacate que funcionó hasta 1917, año que incorpora modernas maquinarias traídas de Alemania que aún funcionan. En 1888 se inauguró el nuevo edificio escolar como escuela agropecuaria Aráoz de Lamadrid. En 1936 se construyó la capilla católica de San Antonio.
Durante más de 50 años se desempeñó como alcalde Hugo Engelmann. La colonia contó con un edificio de correo, comisaría y telégrafo durante muchos años, también tenía cine y teatro.
La población se dedica a la citricultura, apicultura, agricultura, forestación, ganadería, y el comercio de artículos regionales. En el centro de la colonia se encuentra un barrio rural.